# Réblèque
Le Réblèque ou le réblec est un fromage valdôtain.

## Étymologie
Le terme réblec dérive du verbe valdôtain reblètsé, qui signifie « vider les trayons des vaches après la traite », comme réitératif du verbe blètsé, qui signifie « traire ».
C'est la même étymologie du Reblochon.

## Description
C'est un fromage frais obtenu de la crème affleurant spontanément à la surface et à laquelle on ajoute du lait cru.
Si de la crème est ajoutée durant la production, le produit est dénommé réblec de crama, qui signifie réblèque de crème en valdôtain.
Il se sert comme dessert, avec du sucre, de la cannelle ou du cacao en poudre.